# Championnat d'Italie féminin de rugby à XV 2023-2024
Ne doit pas être confondu avec Championnat d'Italie de rugby à XV 2023-2024.
Navigation
Eccellenza 2022-2023 Serie A Élite 2024-2025
La Serie A Élite Femminile 2023-2024 oppose les huit meilleures équipes de rugby à XV du pays. Le championnat débute le 12 novembre et se termine par une finale le 26 mai 2024.
C'est la première édition du championnat sous sa nouvelle appellation, la fédération ayant instauré une nouvelle identité pour ses championnats de 1re division avec une base commune entre les championnats masculin et féminin.
Pour la quatrième fois de suite, la finale oppose Villorba au Valsugana : Villorba remporte son deuxième scudetto après celui de 2019.

## Format
La saison 2023-2024 voit l'instauration d'un nouveau format. Alors que la compétition était auparavant une poule unique suivie d'une phase finale, la fédération a mis en place un format à deux poules de 4 équipes, composées en fonction du classement de la saison précédente (méthode dite « du serpent », censée mettre en place des poules équilibrées).
Au cours de la première phases, les équipes s'affrontent en matchs aller-retour (12 novembre - 14 janvier). Les deux équipes les mieux classées de chaque poule sont qualifiées pour la « poule haute » de la deuxième phase. Les deux équipes moins bien classées intègrent la « poule basse ».
Les équipes s'affrontent à nouveau en matchs aller-retour (28 janvier - 12 mai).
À l'issue de la deuxième phase, les deux équipes les mieux classées de la poule haute disputent la finale du championnat (25/26 mai). L'équipe la moins bien classée de la poule basse est reléguée en Serie A (deuxième division).

## Liste des équipes en compétition
Le promu Calvisano, champion de deuxième division, a intégré l'entente de la Leonessa et apparait donc sous le nom de celle-ci.
| Colorno Valsugana Villorba CUS Milano CUS Torino Capitolina Benetton Leonessa |

| Équipe           | Stade                                                                     | Capacité          | Ville                              |
| ---------------- | ------------------------------------------------------------------------- | ----------------- | ---------------------------------- |
| Valsugana Padova | Centre sportif Altichiero                                                 | 500               | Padoue                             |
| Villorba         | Stadio Comunale                                                           | 2000              | Villorba                           |
| Colorno          | Stade Paolo Pavesi                                                        | 300               | Colorno                            |
| CUS Milano       | Stade Bicocca                                                             | 500               | Milan                              |
| CUS Torino       | Stade Angelo Albonico                                                     | 500               | Turin                              |
| Capitolina       | Campo dell'Unione                                                         | 2000              | Rome                               |
| Benetton         | Centre sportif de la Ghirada                                              | 1000              | Trévise                            |
| Leonessa         | Stade San Michele Campo dei Pini Stade Aldo Invernici Stade Silvio Pagani | 5000 200 5000 550 | Calvisano Lumezzane Brescia Rovato |

## Résultats et classements

### Première phase

#### Poule 1
| Rang | Club          | J | V | N | D | Bo | Bd | Pm  | Pe  | Diff | Pts |
| ---- | ------------- | - | - | - | - | -- | -- | --- | --- | ---- | --- |
| 1    | Valsugana (T) | 6 | 6 | 0 | 0 | 6  | 0  | 285 | 15  | +270 | 30  |
| 2    | CUS Milano    | 6 | 4 | 0 | 2 | 3  | 0  | 162 | 113 | +49  | 19  |
| 3    | CUS Torino    | 6 | 2 | 0 | 4 | 2  | 0  | 96  | 161 | -65  | 10  |
| 4    | Leonessa (P)  | 6 | 0 | 0 | 6 | 0  | 0  | 39  | 293 | -254 | 0   |

##### 1rejournée
| 12 novembre | Valsugana | 48 - 3 (17 - 0) | Leonessa                      | Centre sportif d'Altichiero, Padoue Arbitre : Maria Clotilde Benvenuti |
| 12 novembre | Essai(s) : 8 Veronese (13e), Zampieri (23e), Tonelotto (40e), Vitadello (42e), Ostuni-Minuzzi (58e, 78e), Vecchini (63e), Stevanin (75e) Transformation(s) : 4 Sillari (23e, 58e, 63e, 78e) Carton(s) jaune(s) : Sillari (36e) |                 | Pénalité(s) : Signorini (52e) | Centre sportif d'Altichiero, Padoue Arbitre : Maria Clotilde Benvenuti |
| 12 novembre | |                 |                               | Centre sportif d'Altichiero, Padoue Arbitre : Maria Clotilde Benvenuti |

| | CUS Milano | 29 - 14 (24 - 7)                                                              | CUS Torino | Stadio Bicocca, Milan Arbitre : Fabio Arnone |
| Essai(s) : 3 Cassaghi (36e), Verocai (40e), Turolla (61e) Transformation(s) : Paganini (36e) Pénalité(s) : 4 Paganini (3e, 5e, 15e, 26e) |            | Essai(s) : 2 Piovano (8e), Zini (43e) Transformation(s) : 2 Sarasso (8e, 43e) |            | Stadio Bicocca, Milan Arbitre : Fabio Arnone |
| |            |                                                                               |            | Stadio Bicocca, Milan Arbitre : Fabio Arnone |

##### 2ejournée
| 19 novembre | Valsugana | 46 - 0 (24 - 0) | CUS Torino | Campo Valsugana Rugby, Padoue Arbitre : Alice Torra |
| 19 novembre | Essai(s) : 8 Bitonci (8e), Ostuni-Minuzzi (10e, 20e, 52e), Stevanin (15e, 61e), Vecchini (44e), Duca (75e) Transformation(s) : 3 Sillari (10e, 15e, 72e) Carton(s) jaune(s) : Bitonci (27e) |                 |            | Campo Valsugana Rugby, Padoue Arbitre : Alice Torra |
| 19 novembre | |                 |            | Campo Valsugana Rugby, Padoue Arbitre : Alice Torra |

|                                                       | Leonessa | 7 - 38 (7 - 19) | CUS Milano | Campo dei Pini, Lumezzane Arbitre : Mirco Sergi |
| Essai(s) : Skofca (40e) Transformation(s) : Signorini |          | Essai(s) : 6 Cavina (15e, 53e, 76e), Yvashchenko (23e), Severgnini (28e), Corsini (56e) Transformation(s) : 4 Paganini (15e, 23e, 56e, 76e) |            | Campo dei Pini, Lumezzane Arbitre : Mirco Sergi |
|                                                       |          | |            | Campo dei Pini, Lumezzane Arbitre : Mirco Sergi |

##### 3ejournée
| 3 décembre | Valsugana | 36 - 5 (24 - 0) | CUS Milano             | Centre sportif d'Altichiero, Padoue Arbitre : Jacopo Rossi |
| 3 décembre | Essai(s) : 6 Vecchini (6e), Ostuni-Minuzzi (10e, 75e), Stefan (22e), Giordano (36e), Jeni (55e), Transformation(s) : 3 Sillari (10e, 36e), Stevanin (75e) |                 | Essai(s) : Elemi (60e) | Centre sportif d'Altichiero, Padoue Arbitre : Jacopo Rossi |
| 3 décembre | |                 |                        | Centre sportif d'Altichiero, Padoue Arbitre : Jacopo Rossi |

| | Leonessa | 12 - 24 (0 - 19) | CUS Torino | Stade Pata, Calvisano Arbitre : Davor Vidackovic |
| Essai(s) : 2 Costantini (43e, 60e) Transformation(s) : Signorini (43e) Carton(s) jaune(s) : Mazzoleni (31e) |          | Essai(s) : 4 Sacchi (9e), Pantaleoni (18e, 36e), Bruno (50e) Transformation(s) : 2 Sarasso (9e), Sacchi (36e) Carton(s) jaune(s) : Fulcini (71e) |            | Stade Pata, Calvisano Arbitre : Davor Vidackovic |
| |          | |            | Stade Pata, Calvisano Arbitre : Davor Vidackovic |

##### 4ejournée
| 10 décembre | Leonessa | 0 - 76 (0 - 45) | Valsugana | Stade Aldo Invernici, Brescia environ 200 spectateurs Arbitre : Fabio Arnone |
| 10 décembre |          | Essai(s) : 12 Folli (10e), Rasi (15e), Ostuni-Minuzzi (22e, 25e, 30e, 55e), Stevanin (33e), Veronese (39e), Sillari (44e), Vecchini (51e, 78e), Ravasi (63e) Transformation(s) : 8 Sillari (15e, 22e, 30e, 33e, 39e, 44e), Stevanin (55e, 63e) |           | Stade Aldo Invernici, Brescia environ 200 spectateurs Arbitre : Fabio Arnone |
| 10 décembre |          | |           | Stade Aldo Invernici, Brescia environ 200 spectateurs Arbitre : Fabio Arnone |

|                                                                    | CUS Torino | 12 - 22 (12 - 15) | CUS Milano | Stade Albonico, Turin Arbitre : Ludovico Grosso |
| Essai(s) : 2 Salvatore (30e, 36e) Transformation(s) : Sacchi (36e) |            | Essai(s) : 4 Pagani (10e), Corsini (26e, 61e), Petrik Vidal (40e) Transformation(s) : Verocai (61e) Carton(s) jaune(s) : Ivaschenko (34e) |            | Stade Albonico, Turin Arbitre : Ludovico Grosso |
|                                                                    |            | |            | Stade Albonico, Turin Arbitre : Ludovico Grosso |

##### 5ejournée
| 17 décembre | CUS Torino                          | 0 - 40 (0 - 19) | Valsugana | Stade Albonico, Turin Arbitre : Alice Torra |
| 17 décembre | Carton(s) jaune(s) : Cagnotto (22e) |                 | Essai(s) : 6 Vecchini (5e, 28e, 50e), Sillari (23e), Ostuni-Minuzzi (74e), Giordano (79e) Transformation(s) : 5 Sillari (23e, 28e, 50e, 74e, 79e) | Stade Albonico, Turin Arbitre : Alice Torra |
| 17 décembre |                                     |                 | | Stade Albonico, Turin Arbitre : Alice Torra |

| | CUS Milano | 61 - 5 (33 - 0)                                                          | Leonessa | Stadio Bicocca, Milan Arbitre : Beatrice Smussi |
| Essai(s) : 10 Mora (3e), Corsini (10e, 25e), Pagani (31e), Elemi (35e, 75e), Severgnini (41e), Turolla (50e), Satragno (60e) Transformation(s) : 8 Verocai (3e, 10e, 25e, 31e, 41e, 50e, 60e, 75e) |            | Essai(s) : Costantini (70e) Carton(s) rouge(s) : Pinna (entraineur, 42e) |          | Stadio Bicocca, Milan Arbitre : Beatrice Smussi |
| |            |                                                                          |          | Stadio Bicocca, Milan Arbitre : Beatrice Smussi |

##### 6ejournée
| 14 janvier | CUS Milano                                            | 7 - 39 (7 - 17) | Valsugana | Stadio Bicocca, Milan environ 350 spectateurs Arbitre : Maria Giovanna Pacifico |
| 14 janvier | Essai(s) : Cassaghi (40e) Transformation(s) : Verocai | Rapport         | Essai(s) : Ostuni Minuzzi (7e, 14e, 43e), Tonelotto (1 mt, 67e), Duca (52e), Della Sala (80e) Transformation(s) : Stevanin (7e, 52e) | Stadio Bicocca, Milan environ 350 spectateurs Arbitre : Maria Giovanna Pacifico |
| 14 janvier |                                                       | Rapport         | | Stadio Bicocca, Milan environ 350 spectateurs Arbitre : Maria Giovanna Pacifico |

| | CUS Torino | 46 - 12 (22 - 7)                                                             | Leonessa | Stadio Albonico, Turin environ 200 spectateurs Arbitre : Alice Torra |
| Essai(s) : 8 Sacchi (5e), Zoboli (13e), Gai (26e), Gronda (35e, 76e), Luoni (54e), Hu (65e), Zini (84e) Transformation(s) : 3 Sacchi (5e), Gronda (76e, 84e) | Rapport    | Essai(s) : 2 Romersa (18e), Sberna (69e) Transformation(s) : Signorini (18e) |          | Stadio Albonico, Turin environ 200 spectateurs Arbitre : Alice Torra |
| | Rapport    |                                                                              |          | Stadio Albonico, Turin environ 200 spectateurs Arbitre : Alice Torra |

#### Poule 2
| Rang | Club       | J | V | N | D | Bo | Bd | Pm  | Pe  | Diff | Pts |
| ---- | ---------- | - | - | - | - | -- | -- | --- | --- | ---- | --- |
| 1    | Villorba   | 6 | 6 | 0 | 0 | 4  | 0  | 214 | 68  | +146 | 28  |
| 2    | Colorno    | 6 | 4 | 0 | 2 | 4  | 1  | 196 | 87  | +109 | 21  |
| 3    | Capitolina | 6 | 1 | 0 | 5 | 1  | 0  | 74  | 195 | -121 | 5   |
| 4    | Benetton   | 6 | 1 | 0 | 5 | 0  | 0  | 49  | 183 | -134 | 4   |

|  | Qualifiés pour la poule haute ("play-off")   |
|  | Qualifiés pour la poule basse ("play-down"). |

##### 1rejournée
| 12 novembre 14 h 30 | Villorba | 53 - 7 (22 - 0) | Benetton                     | Stadio Comunale, Villorba Arbitre : Alice Torra |
| 12 novembre 14 h 30 | Essai(s) : 9 Busana (3e, 24e), Muzzo (18e), D'Incà (30e, 66e), Gurioli (54e, 70e), Triolo (65e), Puppin (80e) Transformation(s) : 4 Capomaggi (18e, 65e, 66e), Busana (80e) Carton(s) jaune(s) : Barattin (19e) |                 | Essai(s) : de pénalité (59e) | Stadio Comunale, Villorba Arbitre : Alice Torra |
| 12 novembre 14 h 30 | |                 |                              | Stadio Comunale, Villorba Arbitre : Alice Torra |

|                                                                 | Capitolina | 5 - 34 (0 - 24) | Colorno | Campo dell'Unione, Rome Arbitre : Maria Giovanna Pacifico |
| Essai(s) : Francolini (80e) Carton(s) jaune(s) : Corbucci (26e) |            | Essai(s) : 6 Pilani (3e), de pénalité (30e), Barbieri (38e), Bonaldo (40e), Locatelli (50e), Serio (63e) Transformation(s) : Mannini (38e) |         | Campo dell'Unione, Rome Arbitre : Maria Giovanna Pacifico |
|                                                                 |            | |         | Campo dell'Unione, Rome Arbitre : Maria Giovanna Pacifico |

##### 2ejournée
| 19 novembre | Colorno | 48 - 0 (24 - 0) | Benetton | Stade Paolo Pavesi, Colorno Arbitre : Smussi |
| 19 novembre | Essai(s) : 8 Fernandez (12e, 27e), Dosi (17e), Ranuccini (39e), Capurro (49e), Corradini (76e), Ruggio (79e), Bortolotti (80e) Transformation(s) : 4 Borja (12e, 17e, 76e, 79e) |                 |          | Stade Paolo Pavesi, Colorno Arbitre : Smussi |
| 19 novembre | |                 |          | Stade Paolo Pavesi, Colorno Arbitre : Smussi |

|                                                                                                   | Capitolina | 11 - 29 (8 - 15) | Villorba | Campo dell'Unione, Rome Arbitre : Benvenuti |
| Essai(s) : Belleggia (33e) Pénalité(s) : Granzotto (16e, 55e) Carton(s) jaune(s) : Pietrini (20e) |            | Essai(s) : Copat (2e, 37e), D'Incà (44e, 67e) Transformation(s) : Capomaggi (2e, 44e) Pénalité(s) : Capomaggi (12e) Carton(s) jaune(s) : Bonotto (13e) |          | Campo dell'Unione, Rome Arbitre : Benvenuti |
|                                                                                                   |            | |          | Campo dell'Unione, Rome Arbitre : Benvenuti |

##### 3ejournée
| 3 décembre | Benetton                                                                    | 14 - 5 (7 - 0) | Capitolina                                                     | Centre sportif de la Ghirada, Trévise Arbitre : Matteo Bertocchi |
| 3 décembre | Essai(s) : 2 Magatti (23e), Agosta (45e) Transformation(s) : 2 Dall'Antonia |                | Essai(s) : Granzotto (43e) Carton(s) jaune(s) : Pietrini (39e) | Centre sportif de la Ghirada, Trévise Arbitre : Matteo Bertocchi |
| 3 décembre |                                                                             |                |                                                                | Centre sportif de la Ghirada, Trévise Arbitre : Matteo Bertocchi |

| | Colorno | 24 - 37 (12 - 31) | Villorba | Stade Paolo Pavesi, Colorno Arbitre : Ludovico Grosso |
| Essai(s) : 4 Fernandez (20e, 40e), Capurro (64e), de pénalité (75e) Transformation(s) : 1 Borja (20e) Carton(s) jaune(s) : Dosi (75e) |         | Essai(s) : 5 Busana (4e), D'Incà (10e, 30e, 33e), Bragante (15e) Transformation(s) : 3 Capomaggi (10e, 15e, 30e) Pénalité(s) : 2 Capomaggi (69e, 78e) Carton(s) jaune(s) : Stecca (54e), Parise (58e), Triolo (71e) |          | Stade Paolo Pavesi, Colorno Arbitre : Ludovico Grosso |
| |         | |          | Stade Paolo Pavesi, Colorno Arbitre : Ludovico Grosso |

##### 4ejournée
| 10 décembre | Benetton                                       | 6 - 21 (3 - 7) | Villorba                                                            | Centre sportif de la Ghirada, Trévise Arbitre : Jaco Stephanus Erasmus |
| 10 décembre | Pénalité(s) : Dall'Antonia (34e), Sharku (73e) |                | Essai(s) : 3 D'Incà (29e, 53e, 75e) Transformation(s) : 3 Capomaggi | Centre sportif de la Ghirada, Trévise Arbitre : Jaco Stephanus Erasmus |
| 10 décembre |                                                |                |                                                                     | Centre sportif de la Ghirada, Trévise Arbitre : Jaco Stephanus Erasmus |

| | Colorno | 55 - 12 (12 - 12)                                                             | Capitolina | Stade Paolo Pavesi, Colorno Arbitre : Alice Torra |
| Essai(s) : 9 Capurro (26e), Bonaldo (40e), Andreoli (45e), Pilani (48e, 55e, 65e), Catellani (72e), Locatelli (75e, 80e) Transformation(s) : 5 Borja (26e, 45e, 48e, 55e, 65e) Carton(s) jaune(s) : 2 Tricceri (49e), Pietrini (53e) |         | Essai(s) : 2 Granzotto (11e), Farina (23e) Transformation(s) : Corbucci (11e) |            | Stade Paolo Pavesi, Colorno Arbitre : Alice Torra |
| |         |                                                                               |            | Stade Paolo Pavesi, Colorno Arbitre : Alice Torra |

##### 5ejournée
| 17 décembre | Benetton | 12 - 22 (0 - 17) | Colorno                                                                                          | Centre sportif de la Ghirada, Trévise Arbitre : Jacopo Rossi |
| 17 décembre | Essai(s) : 2 Magatti (54e), Barattin (79e) Transformation(s) : 1 Sharku (54e) Carton(s) jaune(s) : Bottaro (45e), Este (67e) |                  | Essai(s) : 4 Pilani (14e), Capurro (27e, 34e), Locatelli (77e) Transformation(s) : 1 Borja (14e) | Centre sportif de la Ghirada, Trévise Arbitre : Jacopo Rossi |
| 17 décembre | |                  |                                                                                                  | Centre sportif de la Ghirada, Trévise Arbitre : Jacopo Rossi |

| | Villorba | 55 - 7 (19 - 7)                                         | Capitolina | Stadio Comunale, Villorba Arbitre : M. Cagnin |
| Essai(s) : 9 D'Incà (4e, 37e), Busato (9e, 51e), Busana (47e, 64e, 71e), Crivellaro (67e), Muzzo (80e) Transformation(s) : 5 Busana (4e, 9e), Capomaggi (51e, 67e, 71e) Carton(s) jaune(s) : Parise (28e), Simeon (30e) |          | Essai(s) : Granzotto (15e) Transformation(s) : Fiorucci |            | Stadio Comunale, Villorba Arbitre : M. Cagnin |
| |          |                                                         |            | Stadio Comunale, Villorba Arbitre : M. Cagnin |

##### 6ejournée
| 14 janvier | Capitolina | 34 - 10 (15 - 0) | Benetton                                    | Campo dell'Unione, Rome environ 200 spectateurs Arbitre : Maria Clotilde Benvenuti |
| 14 janvier | Essai(s) : Corbucci (37e), Sorgente (40e), Francolini (51e), Farina (65e), Panfilo (75e) Transformation(s) : Granzotto (40e, 51e), Fiorucci (65e) Pénalité(s) : Granzotto (25e) | Rapport          | Essai(s) : Dall'Antonia (62e), Agosta (70e) | Campo dell'Unione, Rome environ 200 spectateurs Arbitre : Maria Clotilde Benvenuti |
| 14 janvier | | Rapport          |                                             | Campo dell'Unione, Rome environ 200 spectateurs Arbitre : Maria Clotilde Benvenuti |

|                                                                                    | Villorba | 21 - 13 (11 - 8)                                                      | Colorno | Stadio Comunale, Villorba Arbitre : Beatrice Smussi |
| Essai(s) : Parise (24e), D'Incà (71e), Cavina (79e) Pénalité(s) : Busana (2e, 36e) | Rapport  | Essai(s) : Fernandez (32e), Capurro (45e) Pénalité(s) : Mannini (17e) |         | Stadio Comunale, Villorba Arbitre : Beatrice Smussi |
|                                                                                    | Rapport  |                                                                       |         | Stadio Comunale, Villorba Arbitre : Beatrice Smussi |

### Deuxième phase

#### Poule haute
| Rang | Club          | J | V | N | D | Bo | Bd | Pm  | Pe  | Diff | Pts |
| ---- | ------------- | - | - | - | - | -- | -- | --- | --- | ---- | --- |
| 1    | Valsugana (T) | 6 | 6 | 0 | 0 | 5  | 0  | 166 | 52  | +114 | 29  |
| 2    | Villorba      | 6 | 4 | 0 | 2 | 2  | 0  | 134 | 94  | +40  | 18  |
| 3    | Colorno       | 6 | 1 | 0 | 5 | 1  | 2  | 93  | 129 | -36  | 7   |
| 4    | CUS Milano    | 6 | 1 | 0 | 5 | 0  | 1  | 66  | 184 | -118 | 5   |

|  | Qualifiés pour la finale |

##### 1rejournée
| 28 janvier | Villorba                                                                                               | 18 - 8 (10 - 5) | Colorno                                                                                                | Stade municipal de Villorba environ 200 spectateurs Arbitre : Alice Torra |
| 28 janvier | Essai(s) : D'Incà (7e), Busato (26e, 58e) Pénalité(s) : Busana (47e) Carton(s) jaune(s) : Triolo (35e) |                 | Essai(s) : Capurro (4e) Pénalité(s) : Mannini (52e) Carton(s) jaune(s) : Corradini (73e), Stecca (75e) | Stade municipal de Villorba environ 200 spectateurs Arbitre : Alice Torra |
| 28 janvier | |                 | | Stade municipal de Villorba environ 200 spectateurs Arbitre : Alice Torra |

| 28 janvier | CUS Milano                                                                               | 8 - 25 (3 - 15) | Valsugana BO                                                                    | Stade Mario Giuriati, Milan environ 250 spectateurs Arbitre : Beatrice Pacifico |
| 28 janvier | Essai(s) : Cavina (62e) Pénalité(s) : Paganini (31e) Carton(s) jaune(s) : Piuselli (29e) |                 | Essai(s) : 5 Rasi (3e, 52e), Cerato (17e), Ostuni Minuzzi (36e), Zampieri (47e) | Stade Mario Giuriati, Milan environ 250 spectateurs Arbitre : Beatrice Pacifico |
| 28 janvier |                                                                                          |                 |                                                                                 | Stade Mario Giuriati, Milan environ 250 spectateurs Arbitre : Beatrice Pacifico |

##### 2ejournée
| 4 février | Villorba                                                     | 5 - 32 (5 - 17) | Valsugana BO | environ 200 spectateurs Arbitre : Beatrice Smussi |
| 4 février | Essai(s) : Barattin (30e) Carton(s) jaune(s) : Gurioli (60e) | Rapport         | Essai(s) : 4 Rasi (5e, 61e), Ostuni Minuzzi (35e), Gai (78e) Transformation(s) : 3 Sillari (5e, 35e, 78e) Pénalité(s) : 2 Sillari (25e, 49e) Carton(s) jaune(s) : Cerato (35e) | environ 200 spectateurs Arbitre : Beatrice Smussi |
| 4 février |                                                              | Rapport         | | environ 200 spectateurs Arbitre : Beatrice Smussi |

| 4 février | CUS Milano | 23 - 19 (10 - 0) | Colorno BD                                                                                     | Stadio Bicocca, Milan environ 250 spectateurs Arbitre : Maria Giovanna Pacifico |
| 4 février | Essai(s) : 2 Turolla (2e), Gaia Cavina (67e) Transformation(s) : Verocai (2e, 67e) Pénalité(s) : 3 Verocai (33e, 50e, 68e) | Rapport          | Essai(s) : 3 Antonazzo (43e, 78e), Buso (52e) Transformation(s) : 2 Mannini (43e), Borja (78e) | Stadio Bicocca, Milan environ 250 spectateurs Arbitre : Maria Giovanna Pacifico |
| 4 février | | Rapport          |                                                                                                | Stadio Bicocca, Milan environ 250 spectateurs Arbitre : Maria Giovanna Pacifico |

##### 3ejournée
| 18 février | Valsugana BO | 36 - 15 (15 - 10) | Colorno                                                      | Campo Valsugana Rugby Padova Arbitre : Alice Torra |
| 18 février | Essai(s) : 5 Stevanin (5e), Ostuni Minuzzi (39e, 48e), Vecchini (69e), Benini (77e) Transformation(s) : 4 Sillari (5e, 48e, 69e, 77e) Pénalité(s) : Sillari (29e) | Rapport           | Essai(s) : 3 Bonaldo (23e), Corradini (34e), Antonazzo (58e) | Campo Valsugana Rugby Padova Arbitre : Alice Torra |
| 18 février | | Rapport           |                                                              | Campo Valsugana Rugby Padova Arbitre : Alice Torra |

| 18 février | CUS Milano BD                                                                                        | 19 - 24 (7 - 19) | Villorba BO                                                                                             | Stade Bicocca, Milan 150 spectateurs Arbitre : Jaco Erasmus |
| 18 février | Essai(s) : 3 Satragno (33e), Pagani (50e), Giampaglia (76e) Transformation(s) : 2 Verocai (33e, 76e) | Rapport          | Essai(s) : 4 Muzzo (6e, 66e), Frangipani (12e), Zanette (27e) Transformation(s) : 2 Capomaggi (6e, 27e) | Stade Bicocca, Milan 150 spectateurs Arbitre : Jaco Erasmus |
| 18 février | | Rapport          | | Stade Bicocca, Milan 150 spectateurs Arbitre : Jaco Erasmus |

##### 4ejournée
| 25 février | Colorno                                                                 | 10 - 21 (5 - 8) | Villorba | Colorno environ 150 spectateurs Arbitre : Michael Baldazza |
| 25 février | Essai(s) : 2 Capurro (25e), Cheli (47e) Carton(s) jaune(s) : Dosi (20e) | Rapport         | Essai(s) : 3 Pin (11e), Busana (59e), Muzzo (65e) Pénalité(s) : 2 Capomaggi (3e, 53e) Carton(s) jaune(s) : Zanette (40e) | Colorno environ 150 spectateurs Arbitre : Michael Baldazza |
| 25 février |                                                                         | Rapport         | | Colorno environ 150 spectateurs Arbitre : Michael Baldazza |

| 25 février | Valsugana bo | 33 - 0 (26 - 0) | CUS Milano | Padoue environ 200 spectateurs Arbitre : Beatrice Smussi |
| 25 février | Essai(s) : Costantini (5e), Rasi (9e), Ostuni Minuzzi (15e, 32e), Stevanin (60e) Transformation(s) : Sillari (9e, 15e, 32e, 60e) | Rapport         |            | Padoue environ 200 spectateurs Arbitre : Beatrice Smussi |
| 25 février | | Rapport         |            | Padoue environ 200 spectateurs Arbitre : Beatrice Smussi |

##### 5ejournée
| 2 mars | Valsugana | 20 - 5 (12 - 0) | Villorba                | Campo Valsugana Rugby Padova, Padoue environ 200 spectateurs Arbitre : Riccardo Bonato |
| 2 mars | Essai(s) : 3 Stefan (1re), Ostuni Minuzzi (11e), Benini (78e) Transformation(s) : 1 Sillari (1re) Pénalité(s) : Sillari (66e) Carton(s) jaune(s) : Zanette (71e) | Rapport         | Essai(s) : D'Incà (46e) | Campo Valsugana Rugby Padova, Padoue environ 200 spectateurs Arbitre : Riccardo Bonato |
| 2 mars | | Rapport         |                         | Campo Valsugana Rugby Padova, Padoue environ 200 spectateurs Arbitre : Riccardo Bonato |

| 3 mars | Colorno bo                                                                            | 22 - 11 (12 - 8) | CUS Milano                                                   | Colorno environ 200 spectateurs Arbitre : Francesco Cagnin |
| 3 mars | Essai(s) : Antonazzo (20e, 57e, 65e), Locatelli (28e) Transformation(s) : Borja (28e) | Rapport          | Essai(s) : Baracchetti (6e) Pénalité(s) : Verocai (37e, 47e) | Colorno environ 200 spectateurs Arbitre : Francesco Cagnin |
| 3 mars |                                                                                       | Rapport          |                                                              | Colorno environ 200 spectateurs Arbitre : Francesco Cagnin |

##### 6ejournée
| 19 mai | Colorno bd                                                                               | 19 - 20 (15 - 12) | Valsugana | Campo Paolo Pavesi, Colorno environ 250 spectateurs Arbitre : Alice Torra |
| 19 mai | Essai(s) : 3 Antonazzo (12e, 46e), Corradini (34e) Transformation(s) : 2 Buso (34e, 46e) | Rapport           | Essai(s) : 4 Stevanin (8e), Veronese (22e), Ostuni Minuzzi (30e), Vecchini (79e) Carton(s) jaune(s) : Fortuna (40e), Vecchini (64e) | Campo Paolo Pavesi, Colorno environ 250 spectateurs Arbitre : Alice Torra |
| 19 mai |                                                                                          | Rapport           | | Campo Paolo Pavesi, Colorno environ 250 spectateurs Arbitre : Alice Torra |

| 19 mai | Villorba bo | 61 - 5 (42 - 0) | CUS Milano             | Campo Comunale, Villorba 200 spectateurs Arbitre : Francesco Cagnin |
| 19 mai | Essai(s) : 9 Barattin (5e), Muzzo (11e, 28e, 70e), Gurioli (14e), D'Incà (17e, 19e), Zanette (54e), Capomaggi (60e) Transformation(s) : 8 Capomaggi (5e, 11e, 14e, 17e, 19e, 28e, 60e, 70e) | Rapport         | Essai(s) : Curto (47e) | Campo Comunale, Villorba 200 spectateurs Arbitre : Francesco Cagnin |
| 19 mai | | Rapport         |                        | Campo Comunale, Villorba 200 spectateurs Arbitre : Francesco Cagnin |

#### Poule basse
| Rang | Club       | J | V | N | D | Bo | Bd | Pm  | Pe  | Diff | Pts |
| ---- | ---------- | - | - | - | - | -- | -- | --- | --- | ---- | --- |
| 1    | CUS Torino | 6 | 5 | 0 | 1 | 5  | 1  | 166 | 62  | +104 | 26  |
| 2    | Capitolina | 6 | 5 | 0 | 1 | 2  | 0  | 119 | 83  | +36  | 22  |
| 3    | Benetton   | 6 | 2 | 0 | 4 | 2  | 1  | 101 | 124 | -23  | 11  |
| 4    | Leonessa   | 6 | 0 | 0 | 6 | 0  | 1  | 86  | 178 | -92  | 1   |

|  | Relégué en Serie A |

##### 1rejournée
| 28 janvier | Leonessa                                                       | 5 - 24 (0 - 12) | CUS Torino | Villa Carcina environ 200 spectateurs Arbitre : Beatrice Smussi |
| 28 janvier | Essai(s) : Armanasco (46e) Carton(s) jaune(s) : Pirlipiu (44e) |                 | Essai(s) : 4 Salvatore (11e), Gai (16e), Pantaleoni (53e), Luoni (63e) Transformation(s) : Gronda (16e, 53e) Carton(s) jaune(s) : Salvatore (45e) | Villa Carcina environ 200 spectateurs Arbitre : Beatrice Smussi |
| 28 janvier |                                                                |                 | | Villa Carcina environ 200 spectateurs Arbitre : Beatrice Smussi |

| 28 janvier | Capitolina | 21 - 7 (0 - 7) | Trévise                                                                                | Rome environ 200 spectateurs Arbitre : Carmine Marrazzo |
| 28 janvier | Essai(s) : Errichiello (55e, 61e), Granzotto (72e) Transformation(s) : 3 Granzotto Carton(s) jaune(s) : Mastrangelo (75e), Errichiello (78e) |                | Essai(s) : Este (29e) Transformation(s) : Dall'Antonia Carton(s) jaune(s) : Fent (64e) | Rome environ 200 spectateurs Arbitre : Carmine Marrazzo |
| 28 janvier | |                |                                                                                        | Rome environ 200 spectateurs Arbitre : Carmine Marrazzo |

##### 2ejournée
| 4 février | Trévise | 36 - 12 (22 - 12) | Leonessa                                                                         | La Ghirada, Trévise Arbitre : Alice Torra |
| 4 février | Essai(s) : 6 Este (16e, 42e), Giacomazzo (21e), Fent (30e), Magatti (36e), Agosta (70e) Transformation(s) : 3 Magatti (36e, 42e, 70e) | Rapport           | Essai(s) : 2 Mazzoleni (6e), Beretta (13e) Transformation(s) : 1 Signorini (13e) | La Ghirada, Trévise Arbitre : Alice Torra |
| 4 février | | Rapport           |                                                                                  | La Ghirada, Trévise Arbitre : Alice Torra |

| 4 février | Capitolina | 20 - 19 (8 - 19) | CUS Torino                                                           | Campo dell'Unione, Rome environ 200 spectateurs Arbitre : Maria Clotilde Benvenuti |
| 4 février | Essai(s) : 3 Errichiello (11e), Granzotto (60e), Negroni (77e) Transformation(s) : Granzotto (60e) Pénalité(s) : Granzotto (6e) | Rapport          | Essai(s) : 2 Luoni (4e), Zini (20e) Transformation(s) : Gronda (20e) | Campo dell'Unione, Rome environ 200 spectateurs Arbitre : Maria Clotilde Benvenuti |
| 4 février | | Rapport          |                                                                      | Campo dell'Unione, Rome environ 200 spectateurs Arbitre : Maria Clotilde Benvenuti |

##### 3ejournée
| 18 février | Leonessa                                                                                     | 21 - 36 (14 - 22) | Capitolina BO | Calvisano environ 200 spectateurs Arbitre : Pellegrino |
| 18 février | Essai(s) : 3 Signorini (12e), Bonvicini (30e), Ramirez (63e) Transformation(s) : 3 Signorini | Rapport           | Essai(s) : 6 Grenon (5e), Granzotto (15e), Negroni (19e, 37e), Mastrangelo (50e), Pietrini (73e) Transformation(s) : 3 Granzotto (15e, 50e), Fiorucci (73e) Carton(s) jaune(s) : Granzotto (60e) | Calvisano environ 200 spectateurs Arbitre : Pellegrino |
| 18 février |                                                                                              | Rapport           | | Calvisano environ 200 spectateurs Arbitre : Pellegrino |

| 18 février | CUS Torino BO | 32 - 5 (17 - 0) | Trévise                                                          | Campo Angelo Albonico 250 spectateurs Arbitre : Ludovico Grosso |
| 18 février | Essai(s) : 5 Sacchi (1re, 68e), Zoboli (7e), Luoni (44e), Zini (57e) Transformation(s) : 2 Sacchi (1re, 7e) Pénalité(s) : Sacchi (37e) | Rapport         | Essai(s) : Magatti (60e) Carton(s) jaune(s) : Dall'Antonia (76e) | Campo Angelo Albonico 250 spectateurs Arbitre : Ludovico Grosso |
| 18 février | | Rapport         |                                                                  | Campo Angelo Albonico 250 spectateurs Arbitre : Ludovico Grosso |

##### 4ejournée
| 25 février | CUS Torino bo | 38 - 15 (17 - 5) | Leonessa                                                                                         | Campo Angelo Albonico, Grugliasco environ 300 spectateurs Arbitre : Lorenzo Negro |
| 25 février | Essai(s) : 6 Pantaleoni (5e), Gronda (22e), Comazzi (30e, 72e), Gai (55e), Sacchi (76e) Transformation(s) : 3 Sacchi (22e, 72e, 76e) Carton(s) jaune(s) : Fulcini (64e) | Rapport          | Essai(s) : 3 Marzocchi (24e), Mazzoleni (65e), Costantini (83e) Carton(s) jaune(s) : Rossi (53e) | Campo Angelo Albonico, Grugliasco environ 300 spectateurs Arbitre : Lorenzo Negro |
| 25 février | | Rapport          |                                                                                                  | Campo Angelo Albonico, Grugliasco environ 300 spectateurs Arbitre : Lorenzo Negro |

| 25 février | Trévise bd                                                                      | 12 - 14 (7 - 0) | Capitolina                                                                           | Complexe sportif de la Ghirada, Trévise Arbitre : Alice Torra |
| 25 février | Essai(s) : 2 Magatti (27e), Lera (40e) Transformation(s) : 1 Dall'Antonia (27e) | Rapport         | Essai(s) : 2 Granzotto (16e), Gizzi (28e) Transformation(s) : 2 Granzotto (16e, 28e) | Complexe sportif de la Ghirada, Trévise Arbitre : Alice Torra |
| 25 février |                                                                                 | Rapport         |                                                                                      | Complexe sportif de la Ghirada, Trévise Arbitre : Alice Torra |

##### 5ejournée
| 3 mars | Leonessa                                                                                                   | 14 - 24 (14 - 12) | Trévise bo                                                                                          | Calvisano environ 300 spectateurs Arbitre : Locatelli |
| 3 mars | Essai(s) : 2 Mazzoleni (10e), Sberna (40e) Transformation(s) : 2 Signorini Carton(s) jaune(s) : Fent (72e) | Rapport           | Essai(s) : 4 Menotti (12e), Este (37e), Magatti (48e, 58e) Transformation(s) : 2 Magatti (12e, 48e) | Calvisano environ 300 spectateurs Arbitre : Locatelli |
| 3 mars | | Rapport           | | Calvisano environ 300 spectateurs Arbitre : Locatelli |

| 26 mai | CUS Torino bo | 24 - 0 (17 - 0) | Capitolina                             | Campo Albonico, Grugliasco 300 spectateurs Arbitre : Ludovico Grosso |
| 26 mai | Essai(s) : 4 Hu (5e), Luoni (19e), Pantaleoni (28e), Zini (53e) Transformation(s) : 2 Sacchi (28e, 53e) Carton(s) jaune(s) : Salvatore (70e) | Rapport         | Carton(s) jaune(s) : Errichiello (18e) | Campo Albonico, Grugliasco 300 spectateurs Arbitre : Ludovico Grosso |
| 26 mai | | Rapport         |                                        | Campo Albonico, Grugliasco 300 spectateurs Arbitre : Ludovico Grosso |

##### 6ejournée
| 18 mai | Capitolina bo | 22 - 19 (17 - 7) | Leonessa bd                                                                       | Campo dell’Unione N.1, Rome environ 250 spectateurs Arbitre : Maria Clotilde Benvenuti |
| 18 mai | Essai(s) : 4 Farina (7e), Negroni (17e), Granzotto (28e), Stasi (55e) Transformation(s) : 1 Granzotto (7e) Carton(s) jaune(s) : Errichiello (66e) | Rapport          | Essai(s) : 3 Mazzoleni (13e, 52e, 74e) Transformation(s) : 2 Signorini (13e, 74e) | Campo dell’Unione N.1, Rome environ 250 spectateurs Arbitre : Maria Clotilde Benvenuti |
| 18 mai | | Rapport          |                                                                                   | Campo dell’Unione N.1, Rome environ 250 spectateurs Arbitre : Maria Clotilde Benvenuti |

| 19 mai | Trévise | 17 - 31 (10 - 12) | CUS Torino bo | Campo San Paolo, Trévise Arbitre : Beatrice Smussi |
| 19 mai | Essai(s) : 2 Segato (2e), Agosta (57e) Transformation(s) : 1 Dall'Antonia (2e) Pénalité(s) : 2 Dall'Antonia (19e, 57e) | Rapport           | Essai(s) : 5 Hu (22e), Tognoni (29e), Piva (55e, 73e), De Robertis (80e) Transformation(s) : 3 Gronda (29e, 55e, 73e) | Campo San Paolo, Trévise Arbitre : Beatrice Smussi |
| 19 mai | | Rapport           | | Campo San Paolo, Trévise Arbitre : Beatrice Smussi |

#### Finale
| 25 mai | Valsugana Padoue                                                              | 12 - 19 (5 - 14) | Villorba                                                                             | Stadio comunale Eugenio, Casale sul Sile environ 1 500 spectateurs Arbitre : Beatrice Smussi Diffuseur : DAZN |
| 25 mai | Essai(s) : 2 Cerato (30e), Margotti (80e) Transformation(s) : 1 Bitonci (80e) | Rapport          | Essai(s) : 3 D'Incà (1re, 8e), Muzzo (69e) Transformation(s) : 2 Capomaggi (1re, 8e) | Stadio comunale Eugenio, Casale sul Sile environ 1 500 spectateurs Arbitre : Beatrice Smussi Diffuseur : DAZN |
| 25 mai |                                                                               | Rapport          |                                                                                      | Stadio comunale Eugenio, Casale sul Sile environ 1 500 spectateurs Arbitre : Beatrice Smussi Diffuseur : DAZN |

| Valsugana Padoue Titulaires Ostuni Minuzzi 15 Vitadello 14 Aggio 13 Folli 12 Zampieri 11 Stevanin 10 Stefan 9 Giordano 8 Veronese 7 Tonellotto 6 Della Sala 5 Duca 4 Fortuna 3 Cerato 2 Ceni 1 Remplaçants Benini, Vecchini, Gai, Costantini, Zeni, Margotti, Rasi, Bitonci Entraîneur Nicola Bezzati |  |  |  | Arredissima Villorba Titulaires 15 Capomaggi 14 Muzzo 13 D'Incà 12 Busato 11 Cipolla 10 Cavina 9 Barattin 8 Bragante 7 Copat 6 Triolo 5 Pin 4 Frangipani 3 Simeon 2 Gurioli 1 Stecca Remplaçants Casagrade, Gazzi, Puppin, Zanette, Crivellaro, Nascimben, Brugnerotto, Busana Entraîneur Ilario Tommasini |

## Statistiques
| Rang | Joueuse        | Club       | Poste            | Essais |
| ---- | -------------- | ---------- | ---------------- | ------ |
| 1    | Ostuni Minuzzi | Valsugana  | Arrière, ailière | 23     |
| 2    | D'Incà         | Villorba   | Centre           | 19     |
| 3    | Vecchini       | Valsugana  | Talonneuse       | 10     |
| 4    | Granzotto      | Capitolina | Arrière          | 9      |
| 5    | Capurro        | Colorno    | Demie de mêlée   | 8      |
| -    | Antonazzo      | Colorno    | Troisième ligne  | 8      |
| -    | Muzzo          | Villorba   | Ailière          | 8      |

En gras : joueuse de la catégorie des moins de vingt ans